# 2062
2062 — 2062 рік нашої ери, 62 рік 3 тисячоліття, 62 рік XXI століття, 2 рік 7-го десятиліття XXI століття, 3 рік 2060-х років.

## Вигадані події
- Згідно з піснею «2112» групи Rush, в 2062 відбудеться об'єднання всіх планет під владою Червоної Зірки Сонячної Федерації.
- Передбачається, що дії мультсеріалу Джетсони відбуваються в 2062.
- У комп'ютерній грі Command & Conquer 4: Tiberian Twilight зараження Тиберієм планети Земля досягає критичного рівня в 2062, і Кейн, лідер Братства Нод, на дипломатичному нараді в зруйнованому місті Манчестері виступає з ініціативою про модернізацію Глобальної Оборонної Ініціативи.